# 扎波羅熱1站
扎波羅熱1站（羅馬化：Zaporizhzhia I）是位於烏克蘭扎波羅熱的主要鐵路車站，啟用於1873年11月15日。
第二次世界大戰期間，原有的車站建築遭到破壞；1954年9月25日，史達林式建築風格的新車站啟用。車站的建設計劃於一年前進行，但建設工作被推遲，因此車站外立面上的雕塑上仍刻有“1953”字樣。